# Isovaline
L'isovaline est un acide α-aminé non protéinogène, isomère de la valine trouvé dans certaines météorites, telles que la météorite de Murchinson, une chondrite carbonée d'environ 100 kg tombée en Australie en 1969. Il en existe deux énantiomères : la L-isovaline et la D-isovaline. La L-isovaline est un bon catalyseur de la formation d'oses de la série D. La prédominance dans la météorite de Murchinson des formes L d'acides aminés semblables à l'isovaline pourrait indiquer une origine prébiotique à l'homochiralité observée dans les systèmes biologiques.